# Mostuea batesii
Mostuea batesii är en tvåhjärtbladig växtart som beskrevs av John Gilbert Baker. Mostuea batesii ingår i släktet Mostuea och familjen Gelsemiaceae. Inga underarter finns listade i Catalogue of Life.